# Live at Long Beach 1976
Albums de Deep Purple
Come Hell or High Water
(1994) California Jamming
(1996)
Live at Long Beach 1976 est un album de Deep Purple sorti en 2009.
Ce concert a été enregistré le 27 février 1976 à l'Arena de Long Beach, aux États-Unis. Il inclut trois titres supplémentaires enregistrés quelques semaines plus tôt, le 26 janvier à Springfield (Massachusetts).
Diffusé dans l'émission de radio King Biscuit Flower Hour, ce concert voit le jour en 1995 sous le titre King Biscuit Flower Hour Presents: Deep Purple in Concert, ou bien On the Wings of a Russian Foxbat au Royaume-Uni. En 2000, BMG édite un album simple intitulé Extended Versions, qui reprend une partie seulement du concert. Purple Records réédite l'album complet en 2009, d'abord en édition limitée au format digipak, puis au format CD après l'épuisement de cette édition limitée.

## Liste des titres

### CD 1
1. Introduction – 2:00
2. Burn (Ritchie Blackmore, Coverdale, Lord, Paice) – 6:50
3. Lady Luck (Cook, Coverdale) – 2:52
4. Gettin' Tighter (Bolin, Hughes) – 13:28
5. Love Child (Coverdale, Bolin) – 5:11
6. Smoke on the Water (Blackmore, Ian Gillan, Roger Glover, Lord, Paice) – 8:44
7. Lazy (Blackmore, Gillan, Glover, Lord, Paice) – 16:41
8. Homeward Strut – 5:55

### CD 2
1. This Time Around (Hughes, Lord) – 4:25
2. Owed to G (Bolin) – 2:52
3. Guitar Solo (Bolin) – 10:32
4. Stormbringer (Blackmore, Coverdale) – 10:08
5. Highway Star (Blackmore, Gillan, Glover, Lord, Paice) – 7:16
6. Smoke on the Water (Blackmore, Gillan, Glover, Lord, Paice) – 9:39
7. Going Down (Don Nix) – 7:43
8. Highway Star (Blackmore, Gillan, Glover, Lord, Paice) – 6:25

### Extended Versions
Albums de Deep Purple
Total Abandon: Australia '99
(1999) Live at the Royal Albert Hall
(2000)
1. Burn (Blackmore, Coverdale, Lord, Paice) – 8:15
2. Lady Luck (Cook, Coverdale) – 3:13
3. Highway Star / Not Fade Away (Blackmore, Gillan, Glover, Lord, Paice / Buddy Holly, Norman Petty) – 7:16
4. This Time Around (Hughes, Lord) – 7:05
5. Going Down (Nix) – 7:29
6. Highway Star (Blackmore, Gillan, Glover, Lord, Paice) – 5:34
7. Smoke on the Water (Blackmore, Gillan, Glover, Lord, Paice) – 6:44
8. Georgia on My Mind (Hoagy Carmichael, Stuart Gorrell) – 2:50
9. Guitar Solo (Bolin) – 10:32
10. Love Child (Coverdale, Bolin) – 5:49

## Musiciens
- David Coverdale : chant
- Tommy Bolin : guitare
- Jon Lord : claviers
- Glenn Hughes : basse, chant
- Ian Paice : batterie